# Nefilim
Nefilim of (verouderd) nephilim (Hebreeuws: נְפִלִים, nəfilîm of נְפִילִים, nəfîlîm, betekenis onzeker, mogelijk "gevallenen", maar vaak weergegeven als "giganten" of "reuzen") waren mythologische helden die voorkomen in de Hebreeuwse Bijbel.

## Hebreeuwse Bijbel
In Genesis 6:4 wordt gezegd over de periode voor de zondvloed in de tijd van Noach:
In die tijd en ook daarna nog, zolang de zonen van de goden [בני האלוהים, bne elohim] gemeenschap hadden met de dochters van de mensen en kinderen bij hen kregen, leefden de giganten [נְפִלִים, nəfilîm] op aarde. Dat zijn de befaamde helden [הַגִּבֹּרים, gibborîm] uit het verre verleden.
De uitdrukking "zonen van de goden" is een vertaling van בני האלוהים, bne elohim. De vorm elohim kan worden gezien als de meervoudsvorm van god, waarvan de bovenstaande vertaling met "goden" een voorbeeld is. Het is echter ook de vorm die in vertalingen van de Hebreeuwse Bijbel doorgaans wordt weergegeven met "God", dat wil zeggen "de God", de enig ware God. De vertalingen "zonen van de goden" en "zonen van God" zijn beide grammaticaal correct; welke weergave wordt gekozen, vloeit voort uit de interpretatie van de tekst, waarover hieronder meer.
In Numeri 13:33 worden de zogenaamde Enakieten ook nəfîlîm, "giganten" genoemd, omdat ze enorm groot waren (vergelijk Deuteronomium 9:2). Vermoedelijk leidde de toenmalige interpretatie van de onduidelijke term tot de vertaling tot γίγαντες gigantes, "reuzen" in de Septuagint.

## Interpretatie en etymologie
De nefilim uit Genesis 6 werden meestal geïdentificeerd als de nakomelingen van (gevallen) engelen (de "godenzonen") die seksuele betrekkingen met vrouwen hadden. Ze werden met de gibborîm ("befaamde helden") gelijkgesteld. De oude joodse literatuur, vooral het "Boek van de wachters" in 1 Henoch, was dominant in de interpretatie van nefilim als reuzen en kwaadaardige bastaardkinderen van gevallen engelen (1 Henoch 15:3,4; Jubileeën 7:21-25). Ook dit droeg bij aan de vertaling van nǝfilîm en gibborim met γίγαντες, gigantes, "reuzen" in de Septuagint. Het citaat uit 1 Henoch in Judas 14,15 bevestigde voor velen dat in het Nieuwe Testament de interpretatie van 1 Henoch werd omarmd, maar niet iedereen was het daarmee eens.
Voor een deel gebaseerd op het Boek van de wachters is het Boek van de reuzen. Er is daarvan een Aramese versie die dateert van de eerste eeuw voor en na Chr. Deze versie moet naast het jodendom ook beïnvloed zijn door mythes uit Mesopotamië. De naam van een van de reuzen is Gilgamesj, de held van het Gilgamesj-epos. Een tweede versie is geschreven door Mani, de grondlegger van het manicheïsme en moet omstreeks de helft van de derde eeuw geschreven zijn in het Oost-Aramees, dat tot het Syrisch behoort. De gevonden teksten van deze versie zijn in het Sogdisch, Oud-Turks en Middelperzisch.  
Hoewel oude interpretaties en de meeste Bijbelvertalingen de nefilim bijna uniform beschouwen als "reuzen" of in ieder geval "grote en sterke mensen", blijft de etymologie onduidelijk. Waarschijnlijk is er een verband tussen de nefilim en het werkwoord נפל, npl, "vallen". Maar in welke semantische context wordt "vallen" hier ingedeeld? De speculaties variëren van "(uit de hemel) vallen" tot "doodvallen" of "in de strijd vallen". Dit zou ondersteund kunnen worden door een tweede terminologische parallel, namelijk die tussen Genesis 6:4 en Ezechiël 32:27. Deze passage is een klaaglied en beschrijft de afdaling van Farao naar Sheol. Onder de daar verzamelde volken bevinden zich ook het volk van Mesech-Tubal uit Klein-Azië, die echter gescheiden van de "gevallen helden" worden gehouden:
Ze [d.w.z. Mesech-Tubal] liggen niet met de helden [גִּבּוֹרִים, gibborim] uit het verre verleden [נֹפְלִים, nofǝlîm, "gevallenen", in de MT: "onder onbesneden"] die met wapenrusting en al naar het dodenrijk zijn afgedaald.— Ezechiël 32:26-28
Hier staat gibbôrîm in verbinding met een vorm van נפל. Het is dus goed voorstelbaar dat de nefilim in Genesis 6:4 helden van het verleden zijn, die al lang "in de strijd" zijn gevallen.

### Godsdiensthistorische achtergrond
Net als de etymologie is ook de godsdiensthistorische achtergrond van het verhaal over de nefilim onduidelijk. Onderzoek richt zich vooral op overeenkomsten met Mesopotamische mythes, maar er wordt ook gekeken naar de Griekse mythologie, vooral naar die rond de Titanen. Maar al deze overwegingen blijven meestal speculatief.
Misschien kan de achtergrond het beste worden bepaald door verwante generieke namen. Met name de aanduiding Refaïeten (רְפָאִים, rǝfā'îm) in Deuteronomium 2:11 zou hier een aanwijzing kunnen vormen. Er staat namelijk over de lange Emieten: "een groot en machtig volk van reuzen zoals de Enakieten." Omdat de Enakieten werden aangeduid als nəfîlîm (zie boven over Numeri 13:33), lijkt er een nauwe relatie te bestaan tussen de rǝfā'îm en nəfîlîm. Luther vertaalde naar aanleiding van de Septuagint ook רְפָאִים, rǝfā'îm met "reuzen". De term zelf suggereert echter een verwijzing naar het Ugaritische rp'(m). Dit was een aanduiding voor "doodsgeesten" of "geesten van de voorouders", overleden helden en koningen. Dit aspect laat een opmerkelijke parallel zien naar de nǝfilîm in Genesis 6:4, waar die ook worden aangeduid als gibborim: "de befaamde helden [הַגִּבֹּרִים, gibborîm] uit het verre verleden."
Op basis van deze overwegingen, is het mogelijk dat met nefilim ook boomlange, heroïsche figuren werden aangeduid uit het verleden en die al lang dood zijn. Dit zou ook aansluiten bij de beschouwingen over de terminologische parallel in Ezechiël 32:27. De nefilim zouden dan duidelijk worden geïdentificeerd met de gibborîm in Genesis 6:4.

### Nakomelingen van Seth en Kaïn
Vanaf de tweede eeuw n.Chr. kan in zowel joodse als christelijke commentaren de gedachte worden gelezen dat de nefilim nakomelingen van Seth, de derde zoon van Adam en Eva, waren die in opstand tegen God waren gekomen en kinderen hadden verwekt bij de dochters van Kaïn, de eerste zoon van Adam en Eva. Deze veronderstelling wordt aangetroffen in werken van Shimon bar Yochai, Augustinus van Hippo, Sextus Julius Africanus en de brieven die aan Clemens werden toegeschreven.
In het orthodox jodendom groeide weerstand tegen de gedachte dat uit Genesis 6 zou kunnen worden opgemaakt dat engelen gemeenschap zouden kunnen hebben met vrouwen. Shimon bar Yochai vervloekte iedereen die dit idee aanhing en werd hierin gevolgd door Rasji en Nachmanides. In het Liber Antiquitatum Biblicarum, dat (ten onrechte) aan Philo werd toegeschreven, werd gesuggereerd dat de "zonen van de goden" mensen waren geweest. Hierna gaven de meeste commentaren op en transcripties van dit verhaal de "zonen van de goden" weer als "zonen van edelen", zoals in de Targum Onkelos en de weergave van Symmachus de Ebioniet. De Samaritaanse Pentateuch geeft "zonen van de heersers" en de Targum Neofiti "zonen van de rechters".
Op vergelijkbare wijze was vanaf op zijn laatst de vierde eeuw in het christendom de opvatting dat de "zonen van de goden" de voorheen rechtvaardige zonen van Seth waren, terwijl de "dochters van de mensen" de onrechtvaardige nakomelingen van Kaïn waren en de nefilim de nakomelingen van hun vermenging. Zij zagen dit bevestigd in Jezus' uitspraak: "Want zoals men [mensen] in de dagen voor de vloed alleen maar bezig was met ... trouwen en uithuwelijken ..." (Matteüs 24:38). Sommigen, zoals Augustinus, Johannes Chrysostomus en Johannes Calvijn dachten ook dat de vaders van de nefilim afstammelingen van Seth waren en zij "zonen van God" werden genoemd omdat dit zou verwijzen naar een verbond dat zij met God hadden gesloten, zoals zij opmaakten uit het taalgebruik in bijvoorbeeld Deuteronomium 14:1 en 32:5. Deze afstammelingen van Seth begonnen hun vleselijke lusten te volgen en namen zich "dochters van de mensen" tot vrouw, dat wil zeggen nakomelingen van Kaïn of andere volken die God niet aanbaden.
Deze interpretatie wordt nog altijd aangehangen door de Ethiopisch-Orthodoxe Tewahedo Kerk.

### Hedendaagse interpretatie
Hedendaags onderzoek heeft aangetoond dat de interpretatie van nefilim als reusachtige, kwaadaardige bastaardzonen van gevallen engelen op meerdere problemen stuit. Zoals eerder vermeld is die interpretatie vooral gebaseerd op het "Boek van de wachters" in 1 Henoch. Hier werd over de nefilim gezegd: "kwade geesten zullen zij genoemd worden op aarde" (1 Henoch 15:8). Het kan zijn dat de verwantschap met de rǝfā'îm hieraan ten grondslag ligt. In de oorspronkelijke teksten is er echter geen sprake van een kwalificatie als "slecht" voor de nefilim. In Deuteronomium weerklinkt de afkeer van een vreemd volk, maar uit niets in Genesis 6:1-4 blijkt dat de nefilim als "slecht" werden beschouwd. 
Vervolgens is de term "godenzonen" in Genesis 6 een vertaling van בני האלוהים, bne elohim en wordt in sommige vertalingen weergegeven als "zonen van God", d.w.z. engelen. Dit is niet de meest waarschijnlijke vertaling, omdat bne vaak een aanduiding is van iemands oorsprong. Bne elohim duidt daarom waarschijnlijk aan dat deze wezens van oorsprong goddelijk, goden waren. In teksten uit Ugarit komt deze term ook in die betekenis voor. Een vergelijkbaar gebruik van de term bne elohim wordt gevonden in Job 1:6, 2:1 en 38:7 en Psalm 29:1 en 89:7, waar de term wordt gebruikt om bovenmenselijke wezens die behoren tot Gods hemelse hof aan te duiden.
In een minimalistische, hedendaagse interpretatie staat er in Genesis 6: nefilim leefden in het verre verleden, in de periode dat zonen van goden gemeenschap hadden met vrouwen en met hen kinderen kregen; zij waren befaamde helden. Er staat niet dat de nefilim deze kinderen waren en niet dat ze reuzen of slecht waren. Toch zijn er ook hedendaagse onderzoekers die vasthouden aan de interpretatie dat nefilim de nakomelingen waren van gevallen engelen, zoals Richard Hess en P.W. Coxon.

## Doorwerking
In het postmodernisme komen de nefilim regelmatig voor in esoterische en fantasy literatuur. Een voorbeeld hiervan is de populaire fantasiecyclus "Kronieken van de Onderwereld" van de Amerikaanse auteur Cassandra Clare. Hoewel de weergave van de nefilim als schaduwjagers die met demonen strijden, wijst op een zeer rudimentaire receptie van het Bijbelse oerverhaal, grijpt de verwijzing naar deze wezens als "half-rassen" (deels engel, deels mens) terug op een oude interpretatie van Genesis 6:1-4.